# Görvel Posse
Görvel Arvidsdotter Posse, född 1600, död 14 februari 1671 på slottet Tre Kronor i Stockholm, var en svensk friherrinna och hovfunktionär. Hon var överhovmästarinna 1664–1671.

## Biografi
Görvel Posses föräldrar var Arvid Lagesson Posse och Brita Gustafsdotter Bååt. Hon gifte sig första gången 1627 med sin systers svåger, ståthållaren och rikskammarrådet Carl Eriksson Sparre, andra gången 1635 med riksrådet och guvernören friherre Johan Pontusson De la Gardie och tredje gången på 1640-talet med rikspostmästaren friherre Wilhelm Berntsson Taube.
Görvel Posse var överhovmästarinna hos Maria Eleonora 1649–1655 och Hedvig Eleonora 1664–1671. 
År 1699 lät Görvel Posse uppföra en säteribyggnad på Harbonäs i Harbo socken i Västmanland 1669.